# Parornix minor
Parornix minor là một loài bướm đêm thuộc họ Gracillariidae. Nó được tìm thấy ở Nhật Bản (Honshū).
Sải cánh dài khoảng 7 mm.
Ấu trùng ăn Ericaceae species. Chúng có thể ăn lá nơi chúng làm tổ.